# Nikki Ziegelmeyer
Nicole „Nikki” Ziegelmeyer (ur. 24 września 1975 w Imperial) – amerykańska łyżwiarka szybka, specjalizująca się w short tracku. Dwukrotna medalistka olimpijska, wszystkie medale zdobyła w sztafecie. Od 2000 również właścicielka firmy zajmującej się remontami.

## Osiągnięcia

### Kariera juniorska
W 1989 została mistrzynią juniorek Stanów Zjednoczonych.

### Igrzyska olimpijskie
W 1992 roku w Albertville zdobyła pierwszy medal w sztafecie - srebro, razem z Darcie Dohnal, Cathy Turner i Amy Peterson.
Dwa lata później, w Lillehammer zdobyła brąz również w sztafecie na 3000 m – wspólnie z Karen Cashman, Cathy Turner i Amy Peterson.

## Zakończenie kariery sportowej
W 1997 podczas treningu w Lake Placid uległa poważnemu wypadkowi, konieczna była operacja. Mimo prób, powrót do sportu był niemożliwy. Ziegelmeyer postanowiła więc zostać malarką pokojową, w 2000 otworzyła własną firmę. Prowadzi ją razem z mężem, Bradem Brownem w rodzinnej miejscowości.